# Slide It In
| 전문가 평가                      | 전문가 평가 |
| 평가 점수                        | 평가 점수   |
| 출처                             | 점수        |
| -------------------------------- | ----------- |
| AllMusic                         | [ 4 ]       |
| Collector's Guide to Heavy Metal | 8/10        |
| MusicHound Rock                  | [ 6 ]       |
| Rolling Stone                    | [ 7 ]       |

《Slide It In》은 1984년 발매된 영국의 록 밴드 화이트스네이크의 여섯 번째 정규 음반이다. 이 음반은 미국 게펀 레코드에 의해 발매된 최초의 화이트스네이크 음반이었지만, 그곳에서 발매를 위해 리믹스되었다. 이 때문에 두 개의 다른 판본이 존재하며, 각각의 판본은 독특한 특징을 가지고 있다. 이 음반은 영국에서 9위로 정점을 찍은 네 번째 톱 10 음반이었다. 미국에서의 첫 히트곡인 〈Love Ain't No Stranger〉와 〈Slow an' Easy〉가 수록되어 있다. 1988년 《Whitesnake》 (1987년)의 성공으로 미국 차트에 다시 진입하여 더블 플래티넘 인증을 받았다. 그것은 밴드의 오리지널 "뱀" 로고를 사용하기 위한 마지막 화이트스네이크 녹음이었다. 이 음반은 결국 400만 장 이상의 음반이 팔렸다. 이 밴드는 이전 음반보다 더 하드한 사운드를 전달했고, 이 밴드가 글램 메탈 사운드로 변화했음을 알렸다.

## 배경
이 음반의 유럽판에는 오리지널 믹스가 들어 있다. 이 믹스는 존 로드의 키보드가 더 강하게 나타나는 것이 특징이며 베이스가 더 눈에 띈다. 트랙 순서도 미국 믹스와 다르다.
미국 믹스는 믹스에서 키보드와 베이스를 낮추고 기타와 드럼을 중심으로 한다. 미국 버전에는 멜 갤리와 미키 무디가 녹음한 기타 파트 위에 세 번째 기타리스트로 존 사이크스가 추가되어 유럽 판과 다른 기타 솔로곡이 수록되어 있다. 원래 콜린 호지킨슨이 녹음했던 베이스 기타 부분은 멤버 닐 머리의 베이스 기타 부분으로 대체되었다. 미국 버전에는 빌 쿠오모의 새로운 키보드 부품도 포함되어 있다.
믹스에는 다른 미묘한 차이점도 있다. 예를 들어, 영국 버전의 〈Gambler〉 트랙에서는 데이비드 커버데일이 노래를 부를 때마다 목소리가 울린다. 미국 믹스에서는 이런 일이 일어나지 않다. 〈Slow an' Easy〉 트랙에서 미국 버전은 더 많은 울림을 가지고 있다.

## 곡 목록

### 영국판
| #  | 제목                       | 작사·작곡                  | 재생 시간 |
| -- | -------------------------- | -------------------------- | --------- |
| 1. | 〈Gambler〉                | 데이비드 커버데일, 멜 갤리 | 3:57      |
| 2. | 〈Slide It In〉            | 커버데일                   | 3:20      |
| 3. | 〈Standing in the Shadow〉 | 커버데일                   | 3:32      |
| 4. | 〈Give Me More Time〉      | 커버데일, 갤리             | 3:41      |
| 5. | 〈Love Ain't No Stranger〉 | 커버데일, 갤리             | 4:13      |

| #   | 제목                | 작사·작곡           | 재생 시간 |
| --- | ------------------- | ------------------- | --------- |
| 6.  | 〈Slow an' Easy〉   | 커버데일, 미키 무디 | 6:09      |
| 7.  | 〈Spit It Out〉     | 커버데일, 갤리      | 4:11      |
| 8.  | 〈All or Nothing〉  | 커버데일, 갤리      | 4:04      |
| 9.  | 〈Hungry for Love〉 | 커버데일            | 3:57      |
| 10. | 〈Guilty of Love〉  | 커버데일            | 3:18      |